# Бранденбург-на-Гафелі
Бранденбу́рг-на-Га́фелі, Бранібор-на-Гаволі (нім. Brandenburg an der Havel, н.-луж. Brambor, в.-луж. Branibor) — місто в Німеччині, у федеральній землі Бранденбург. 

## Географія
Розташоване на річці Гафель, за 60 км на південний захід від Берліна.

## Економіка
У місті діють сталеливарний і тракторний заводи. Місто є залізничним вузлом та річковим портом.
Розвинене Машинобудування, річкове суднобудування, шкіряна, текстильна та харчова промисловість.

## Транспорт

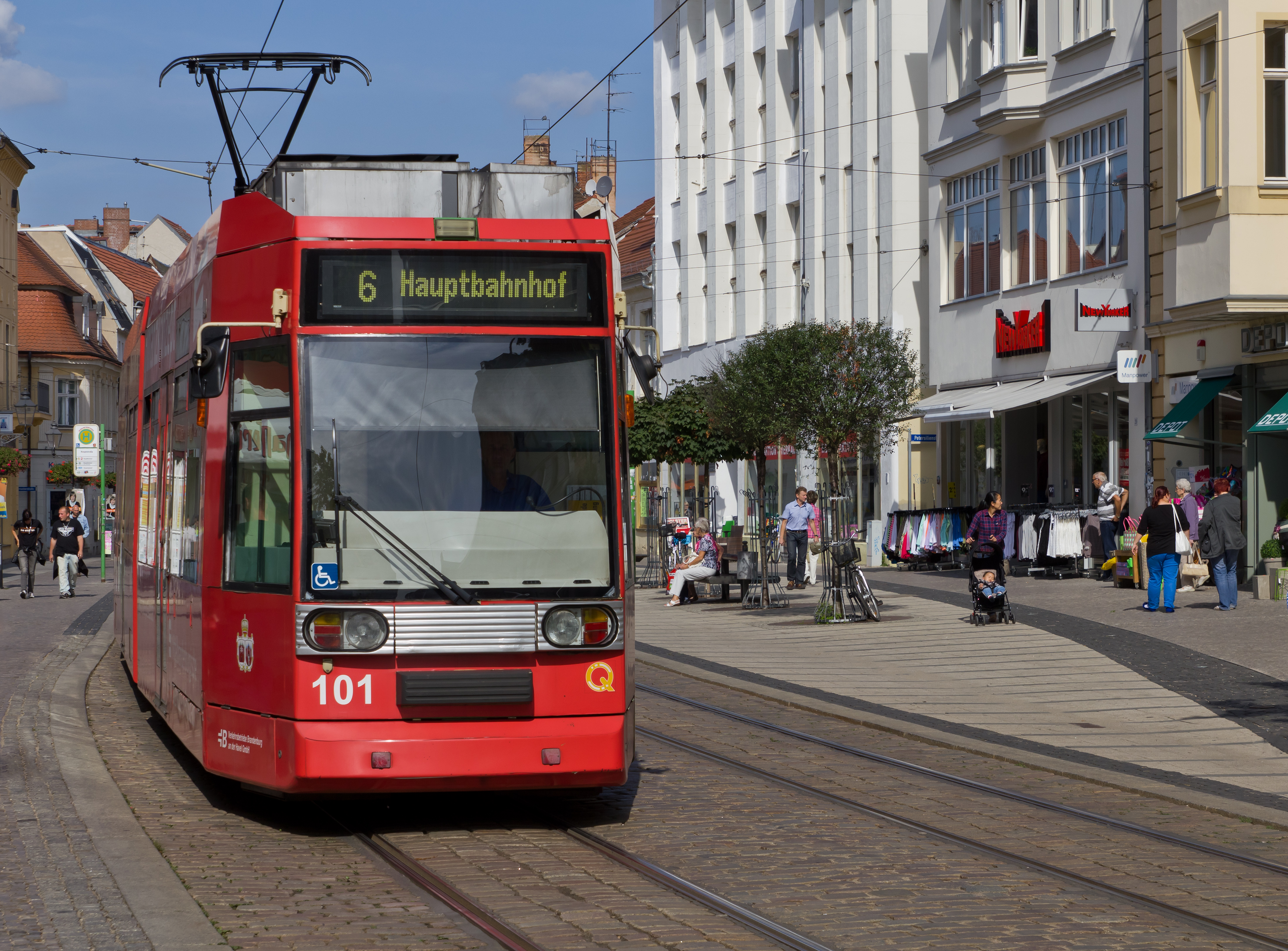
Трамвай у Бранденбурзі-на-Гафелі

Місто розташоване на судноплавній річці Гафель, європейській водній артерії, і судна, що подорожують через місто, мають вибір з двох маршрутів. 
Оригінальний маршрут через Бранденбурзький міський канал, 4-кілометровий (2,5 милі) маршрут через центр міста, який спускається через «Stadtschleuse Brandenburg», але цей маршрут обмежений у розмірах і тепер обмежений для прогулянкових суден. 
Натомість для комерційного транспорту використовується Сілоканал, який проходить через східну та північну околиці міста. 

Місто розташоване на перехресті федеральних магістралей 1 і 102, а автобан A2 прямує неподалік. 
Залізницю Берлін — Магдебург також прокладено через Бранденбург-на-Гафелі.
Центральною віссю мережі міського громадського транспорту міста є трамвайна мережа Бранденбург-ан-дер-Гавель.

## Населення
| Рік         | 1960   | 1971   | 1981   | 1990   | 2000   | 2010   | 2011   | 2012   | 2013   | 2016   | 2017   | 2019   | 2020   | 2021   |
| ----------- | ------ | ------ | ------ | ------ | ------ | ------ | ------ | ------ | ------ | ------ | ------ | ------ | ------ | ------ |
| Чисельність | 86 722 | 93 983 | 94 680 | 89 889 | 77 516 | 71 778 | 71 381 | 71 149 | 71 032 | 71 664 | 71 886 | 72 124 | 72 040 | 72 461 |

## Міста-побратими
- Іврі-сюр-Сен, Франція (1963)
- Баллеруп, Данія (2017)
- Кайзерслаутерн, Німеччина (1988)
- Магнітогорськ, Росія (1989)

## Персоналії

- Лоріо (1923—2011) — німецький комічний актор, режисер, письменник, художник-карикатурист та автор коміксів.
- Кай Блум — визначний німецький веслувальник на байдарках, триразовий олімпійський чемпіон (двічі 1992 рік, 1996 рік), срібний (1996 рік) та бронзовий (1988 рік) призер Олімпійських ігор, семиразовий чемпіон світу.
- Катрін Вагнер-Аугустін — німецька веслувальниця, олімпійська чемпіонка.
- Луц Ваня — німецький плавець.
- Курт фон Шляйхер — райхсканцлер Німеччини, від грудня 1932 до січня 1933 року, попередник Адольфа Гітлера на цій посаді і, таким чином, останній глава уряду Веймарської республіки.